# Fusil à pompe
Pour les articles homonymes, voir FAP.

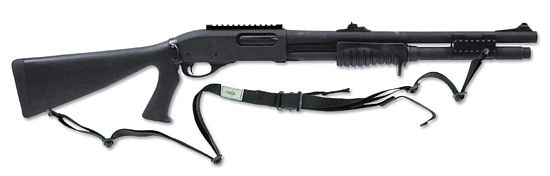
Fusil à pompe Remington 870.

Un fusil à pompe est un fusil à magasin tubulaire (tube sous le canon) ou chargeur amovible, et à rechargement manuel. La pompe placée sous le canon peut être tirée puis ramenée en avant, pour placer une cartouche dans la chambre et éjecter la cartouche vide, s'il y en a une.
Il est beaucoup plus rapide à recharger qu'une carabine à verrou et un peu plus rapide qu'un fusil à levier, car il n'exige pas que la main soit retirée de la détente tout en rechargeant. Lorsqu'elle est utilisée dans les fusils, cette action est aussi communément appelée action slide.
Pour déterminer le calibre d'un fusil à pompe, par exemple le calibre 12, il faut calculer le nombre de billes de même diamètre que le canon que l’on pourrait créer avec 1 livre de plomb[réf. nécessaire].

## Historique

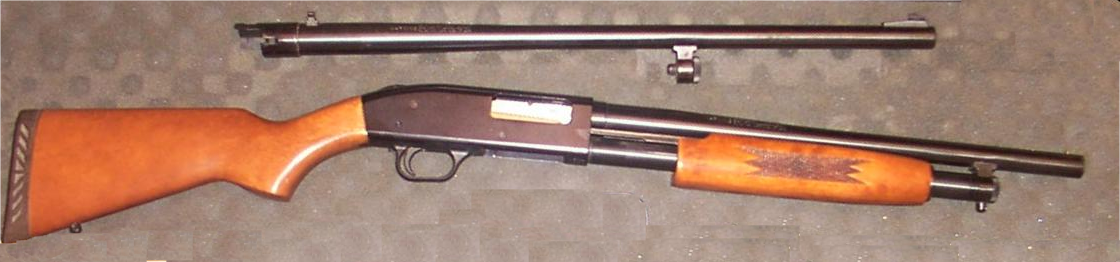
Fusil à pompe Mossberg 500.

Arme développée à partir du Castille model 1871 apparu en 1893, le mécanisme à pompe a été développé par John Browning et a été commercialisé pour la première fois sous le nom de Winchester Model 1893.
Le fusil à pompe est une arme équipée d'un canon à âme lisse ou rayée et d'un magasin tubulaire où les têtes des cartouches, plates et molles, ne risquent pas de percuter. La répétition s'opère en imprimant un mouvement de va-et-vient à la garde avant de l'arme, placée sur un rail monté sous le canon portant le chargeur tubulaire. Ce système est plus efficace que le levier de sous-garde car il permet au tireur de recharger l'arme en la gardant épaulée et sans déplacer sa main forte. Il s'agit d'un mécanisme dont l'action est aussi plus rapide.

## Avantages

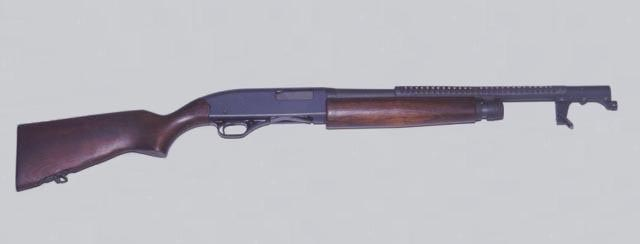
Fusil à pompe Remington, Modèle: 870 12 Gauge Shotgun

De conception moderne, les fusils à pompe sont un peu plus lents qu'un fusil de chasse semi-automatique, mais l'action de pompe offre une plus grande flexibilité dans le choix des cartouches, ce qui permet au tireur de mélanger différents types de charges, aussi bien pour l'utilisation de faible puissance ou de charges spécifiques.
Comme toutes les armes à mouvement manuel, les fusils à pompe sont intrinsèquement plus fiables que les fusils semi-automatiques dans des conditions défavorables, tels que l'exposition à la poussière, le sable ou des conditions climatiques extrêmes. Ainsi, jusqu'à récemment, les fusils de combat militaires pour le combat rapproché étaient presque exclusivement des fusils à pompe.[réf. nécessaire]
Les anciens modèles de fusils à pompe peuvent être plus rapides que des fusils semi-automatiques modernes, car ils n'ont souvent pas de sectionneur de déclenchement[Quoi ?], et sont capables de tirer aussi vite que l'action de la pompe, avec la détente de tir enfoncée en permanence (la cartouche est percutée dès son introduction dans la chambre). Cette technique, appelée slamfire (en), a été souvent utilisée avec le Winchester M1897 pendant la guerre des tranchées de la Première Guerre mondiale.

## Inconvénients
Comme la plupart des fusils à levier, la plupart des fusils à pompe ne peuvent utiliser un chargeur amovible. Cela induit un rechargement plus lent, puisque les cartouches doivent être insérées individuellement dans l'arme à feu. Certains fusils à pompe, comme le Zlatoust RB-12 (en) et le fusil italien Valtro PM5 (en), utilisent cependant un chargeur amovible mais il s'agit de cas particuliers.
Un autre grand inconvénient est que les fusils à pompe sont imprécis à grande distance, voire à moyenne distance, étant avant tout des armes de combat rapproché.